# Nereidas

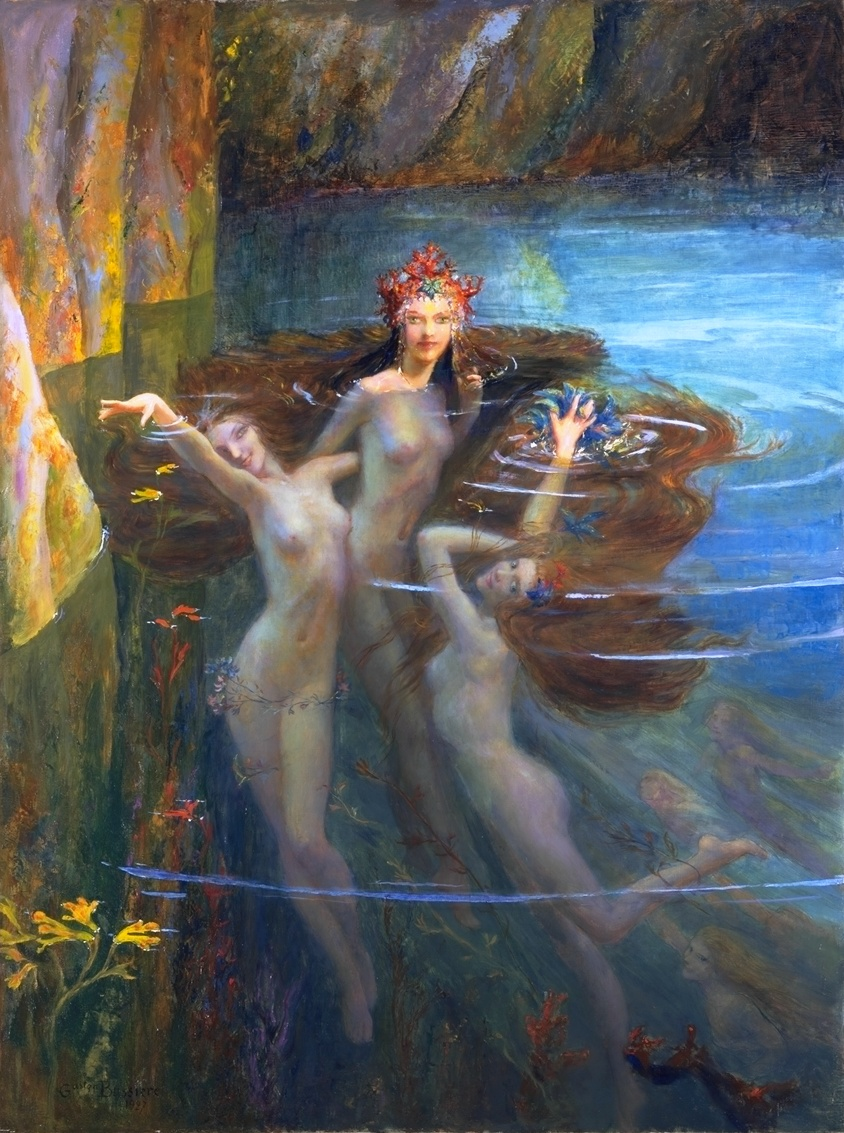
Las Nereidas de Gaston Bussière (1902).

En la mitología griega, las Nereidas (en griego antiguo: Νηρείδες, Nêreídes o Νηρηΐδες, Nêrêídes, en singular Νηρείς, Nêreís o Νηρηΐς, Nêrêís, de νέειν, néein, ‘nadar’) son las hijas de Nereo, el anciano de mar, y los antiguos las consideraban benévolas ninfas marinas del Mediterráneo. Las Nereidas son cincuenta hermanas pero sus nombres varían de unos autores a otros. De entre todas ellas solo destacan cuatro: Anfitrite, Tetis, Galatea y Psámate.
Estas encantadoras diosas viven en las profundidades del mar junto a su padre, no obstante emergen a la superficie para ayudar a marineros que surcan los procelosos mares. Los argonautas, que viajaban en búsqueda del vellocino de oro, fueron los navegantes más famosos socorridos por estas ninfas.
Los griegos las adoraban en altares situados en playas y acantilados, donde se les ofrendaba leche, aceite y miel. Eran veneradas sobre todo en ciudades portuarias como Cardámila y en el istmo de Corinto. En el arte son descritas montadas en delfines, hipocampos y monstruos marinos.
Las nereidas simbolizan todo aquello que hay de hermoso y amable en el mar. Cantan con voz melodiosa y bailan alrededor de su padre. Se las representa como muchachas muy hermosas, vestidas con túnicas de seda blanca con bordeados dorados, a veces totalmente desnudas, coronadas por ramas de coral rojo y van descalzas, portando el tridente de Poseidón, de cuyo séquito forman parte.

## Familia
En la Teogonía se nos dice que las Nereidas son las hijas de Nereo, hijo de Ponto, y de Doris, hija de Océano. El mismo poema solo describe la descendencia de tres de ella. Primero dice que Anfitrite tuvo a Tritón en su unión con Poseidón. Luego, en el catálogo de diosas que tuvieron amantes mortales, dice que Psámate parió de Foco a Éaco y que Tetis unida a Peleo fue la madre de Aquiles.
Autores romanos añadieron datos adicionales. Eliano nos habla del un hermano de las Nereidas, el apuesto Nerites. Ovidio dice que a Galatea, amante del pastor Acis, intentó enamorar en vano el cíclope Polifemo. Higino dice que Clímene fue la esposa de Jápeto y un escolio nos dice que Neera fue la consorte de Eetes. Aretusa tuvo a Abante con Poseidón. Versiones tardías ya les conceden a las Nereidas abolengos inusuales. Tzetzes, por ejemplo, dice que «Nereo fue padre de las Nereidas, hijas de Doris y Océano, pero alegóricamente Nereo es el mar». En un texto anónimo se dice que «las doncellas Nereidas [son] las diosas que dio a luz Anfitrite». Una fuente tardía nos dice que Helios, en unión con Prote, hija de Neleo, fue padre de Faetón y las Helíades, aunque probablemente el autor se esté refiriendo a Nereo y no Neleo.

## Onomástica y naturaleza marina
Los nombres de las Nereidas en los textos hesiódicos nos dan una imagen viva e impresionante del mar Egeo: brillante, incesantemente movido, sembrado de islas, rodeado de grutas y acantilados. Reflejan el tráfico mercantil que cruza el Egeo en la Grecia clásica. Algunas hacen alusión a la fuerza de las olas y los vientos. Otras están asociadas a la inteligencia y benevolencia que caracteriza a Nereo. También pueden estar asociadas al caballo, animal vinculado con el mar en los mito griegos. Sea como fuere esta es la etimología de las Nereidas que aparecen en la Teogonía:
| Español    | Griego      | Etimología                         |
| ---------- | ----------- | ---------------------------------- |
| Actea      | Ἀκταία      | «La de los acantilados»            |
| Ágave      | Ἀγαύη       | «La resplandeciente»               |
| Anfítrite  | Άμφιτρίτη   | (sin etimología clara)             |
| Autónoa    | Αὐτονόη     | «La que se entiende a sí misma»    |
| Cimo       | Κυμώ        | «La de las olas»                   |
| Cimódoca   | Κυμοδόκη    | «La que recibe las olas»           |
| Cimótoa    | Κυμοθόη     | «De rápidas olas»                  |
| Dinámena   | Δυναμένη    | «La potente»                       |
| Doris      | Δωρίς       | «La que regala»                    |
| Doto       | Δωτὼ        | «Dadivosa»                         |
| Erato      | Ἐρατώ       | «Deliciosa»                        |
| Espeo      | Σπειώ       | «La de las grutas»                 |
| Eucranta   | Εὐκράντη    | «La que concede coronar el fin»    |
| Eudora     | Εὐδώρη      | «La que da prosperidad»            |
| Eulímena   | Εὐλιμήνη    | «La de buen puerto»                |
| Eunica     | Εὐνίκη      | «De fácil victoria»                |
| Eupompa    | Εὐπόμπη     | «De feliz viaje»                   |
| Evágora    | Εὐαγόρη     | «Elocuente»                        |
| Evarna     | Εὐάρνη      | «Rica en ganado»                   |
| Éyone      | Ἠιόνη       | «La del fondeadero»                |
| Ferusa     | Φέρουσά     | «La que lleva»                     |
| Galatea    | Γαλάτεια    | (sin etimología clara)             |
| Galena     | Γαλήνη      | «La calma» (cf. galena)            |
| Glauca     | Γλαύκη      | «Azulada»                          |
| Glaucónoma | Γλαυκονόμη  | «La de azulado prado»              |
| Halía      | Ἁλίη        | «Salada»                           |
| Halimeda   | Ἁλιμήδη     | «Que cuida del mar»                |
| Hipónoa    | Ἱππονόη     | «Inteligente como el caballo»      |
| Hipótoa    | Ἱπποθόη     | «Veloz como un caballo»            |
| Laomedea   | Λαομέδεια   | «Que cuida del pueblo»             |
| Leágora    | Ληαγόρη     | «La de suave palabra»              |
| Lisiánasa  | Λυσιάνασσα  | «Señora de la libertad»            |
| Melita     | Μελίτη      | «La dulce»                         |
| Menipa     | Μενίππη     | «La del vigor de caballo»          |
| Nemertes   | Νημερτής    | «La sin tacha»                     |
| Nesea      | Νησαίη      | «Isleña»                           |
| Neso       | Νησώ        | «Isla»                             |
| Pánope     | Πανόπεια    | «La que todo lo ve»                |
| Pasítea    | Πασιθέα     | «La muy divina»                    |
| Ploto      | Πλωτώ       | «La naviera»                       |
| Polínoa    | Πουλυνόη    | «La que mucho entiende»            |
| Pontoporea | Ποντοπόρεια | «Que permite atravesar el ponto»   |
| Prónoa     | Προνόη      | «Previsora»                        |
| Proto      | Πρωτὼ       | «La primera»                       |
| Protomedea | Πρωτομέδεια | «Primera en pensamientos»          |
| Psámata    | Ψαμάθη      | «La arenosa»                       |
| Sao        | Σαώ         | «Salvadora»                        |
| Temisto    | Θεμιστώ     | «Observadora de las leyes divinas» |
| Tetis      | Θέτις       | (sin etimología clara)             |
| Toa        | Θόη         | «La rápida»                        |

Algunas de las Nereidas comparten nombre con Oceánides, como Anfitrite, Asia, Calipso, Dione o Doris. Homero y Hesíodo coinciden con el nombre de algunas Nereidas, como Glauca, Nesea, Espeo o Cimódoca. Algunas Nereidas sugieren una asociación con otras diosas marinas en cuanto a su etimología: Toa recuerda a Toosa, Halía a Halia, Cimódoca a Cimopolea y Cimatolega a Leucótea.

## Catálogo de Nereidas
La relación de nereidas aparece en las obras de varios autores clásicos, difiriendo de una a otra.
Así, Apolodoro relata:

De Nereo y Doris nacieron las nereidas, cuyos nombres son Cimótoe, Espeo, Glaucónome, Nausítoe, Halia, Erató, Sao, Anfítrite, Eunice, Tetis, Eulímene, Ágave, Eudora, Doto, Ferusa, Galatea, Acteea, Pontomedusa, Hipótoe, Lisianasa, Cimo, Éyone, Halimede, Plexaura, Eucrante, Proto, Calipso, Pánope, Cranto, Neomerís, Hipónoe, Yanira, Polínome, Autónoe, Mélite, Dione, Nesea, Dero, Evágora, Psámate, Eumolpe, Yone, Dinámene,
Ceto y Limnoria.

Hesíodo enumera las siguientes:

Adorables y divinas hijas nacieron en el ponto estéril de Nereo y Doris de hermosos cabellos, hija del Océano río perfecto: Ploto, Eucrante, Sao, Eudora, Tetis, Galene, Glauce, Cimótoe, Espeo, Toa, la amable Halia, Pasítea, Erató, Eunice la de rosados brazos, la graciosa Mélite, Eulímene, Ágave, Doto, Proto, Ferusa, Dinámene, Nesea, Acteea, Protomedea, Doris, Pánope, la hermosa Galatea, la encantadora Hipótoe, Hipónoe la de rosados brazos, Cimódoce la que calma sin esfuerzo el oleaje en el sombrío ponto y las ráfagas de los vientos huracanados junto con Cimatolege y Anfítrite, que calma fácilmente las olas sobre el brumoso mar y las ráfagas de furiosos vientos, Cimo, Éyone, Halimede la de bella corona, la risueña Glaucónome, Pontoporea, Leágora, Evágora, Laomedea, Polínoe, Autónoe, Lisianasa, Evarne la de encantadora figura y hermosura sin tacha, Psámate la de gracioso porte, la divina Menipe, Neso, Eupompa, Temisto, Prónoe y Nemertes la que tiene la inteligencia de su inmortal padre.

Nótese que el texto cita cincuenta y dos nombres. El verso «junto con Cimatolege y Anfítrite, que calma fácilmente las olas sobre el brumoso mar y las ráfagas de furiosos vientos» parece una digresión que se sale de la enumeración normal de la nómina de nereidas. Anfítrite es mencionana entonces dos veces. En cuanto a Cimatolege (Κυματολήγη) es probable que sea una deformación de Cimopolea (Κυμοπόλεια), la hija de Poseidón referida más adelante en el poema.
En la Ilíada, se nombran las siguientes:

Allí estaban Glauce, Talía, Cimódoce, Nesea, Espeo, Toa, Halia, la de los grandes ojos, Cimótoe, Acteea, Limnoria, Mélite, Yera, Anfítoe, Ágave, Doto, Proto, Ferusa, Dinámene, Dexámene, Anfínome, Calianira, Doris, Pánope, la célebre Galatea, Nemertes, Apseudes, Calianasa, Clímene, Yanira, Yanasa, Mera, Oritía, Amatea la de hermosas trenzas, y las restantes nereidas que habitan en lo hondo del mar.

Añadiendo inmediatamente después a Tetis:

Y Tetis, dando principio a los lamentos, exclamó:
—Oíd, hermanas nereidas, para que sepáis cuantas penas sufre mi corazón.

Higino nombra a estas nereidas:

De Nereo y Doris cincuenta nereidas: Glauce, Talía, Cimódoce, Nesea, Espeo, Toa, Cimótoe, Acteea, Limnoria, Mélite, Yanira, Anfítoe, Ágave, Doto, Proto, Ferusa, Dinámene, Dexámene, Anfínome, Calianasa, Doris, Pánope, Galatea, Nemertes, Apseudes, Clímene, Yanira, Panopea, Yanasa, Mera, Oritía, Amatea, Drimo, Janta, Ligea, Filodoce, Cídipe, Licoria, Clío, Beroe, Éfire o Éfira, Opis, Asia, Deyopea, Aretusa, Clímene, Creneis, Eurídice, Leucótoe.

Las pinturas de vasijas de la época nombran a otras nereidas más, como son Nao, Pontómeda, Cálice, Coro, Iresia, Cimatótea y Eudia.

## Interpretaciones modernas
El escritor Robert Graves considera que las nereidas fueron un colegio de unas cincuenta sacerdotisas de la diosa Luna, llamadas «mujeres foca» (cf. selkies), debido a que se vestían con pieles de foca y que bailaban una danza ritual en Egina y Magnesia como proemio de la ceremonia de elección de un rey sagrado. Estas nereidas también realizaban ritos mágicos para asegurar a los pescadores una buena pesca.

## Confusión de las Sirenas con las Nereidas
Las sirenas en origen fueron seres con cabeza de mujer y cuerpo de aves que entonaban cánticos que atraían a los navegantes hasta que ellos estrellaban sus naves contra los peñascos de las islas que habitaban, siendo luego devorados por estos seres. Aún en los tiempos de Apolonio de Rodas, las sirenas eran caracterizadas bajo esta forma. En la Odisea, su protagonista principal Odiseo o Ulises, se hace amarrar al mástil de su nave y obliga al resto de la tripulación a tapar sus oídos con cera para poder él escuchar el canto de las sirenas sin poner en riesgo su vida. Luego de que las sirenas perdieran un concurso de canto con las musas, hecho que hace que a la vez pierdan sus plumas, su inclusión en las tradiciones orales no vuelve a hacerse presente de manera notoria y posteriormente, en los siglos VII y VIII, las sirenas son descritas en el Liber monstrorum de diversis generibus con cola de pez y no con cuerpo de ave. Sin embargo, la cola tampoco era un elemento que formara parte de la iconografía original de las Nereidas, como puede verse en las imágenes de Tetis y Galatea entre muchas otras, que eran representadas con piernas, a veces en compañía de peces o montadas en delfines. Es posible que la cola fuese un elemento incorporado iconográficamente tras la confusión visual de ciertas pinturas donde no se distinguían claramente las piernas de una nereida montada en el lomo de un delfín, pudiéndose confundir la cola del mismo con la parte inferior del cuerpo de la nereida.